# 芳華 (小說)
《芳華》（英語：You Touched Me）是嚴歌苓2017年出版的長篇小說，原名《你觸摸了我》。這小說於2017年被馮小剛改拍成電影《芳華》。

## 寫作背景
這小說原名《你觸摸了我》，導演馮小剛看完小說後，決定改編成電影。馮小剛建議重起名字，嚴歌苓想了幾個名字：《好兒好女》、《青春作伴》、《芳華》，最後用了《芳華》。小說的英文名字不變，仍是 "You Touched Me"。
《芳華》是有濃厚的個人自傳色彩的小說，嚴歌苓於1971年12歲入伍，在文工團當舞蹈演員8年。1979年中越戰爭時，她曾自告奮勇做戰地通訊員，到雲南的野戰醫院採訪傷員。在小說《芳華》中，嚴歌苓化身女兵蕭穗子，以她的視角記述、回憶、想象，講述1970年代發生在文工團的故事，當中一群芳華正茂的少年男女，從大江南北被挑選進入部隊文工團，在充滿理想和激情的文工團中擔負軍隊文藝宣傳。嚴歌苓曾對記者說：「這是我最誠實的一本書，有很多我對那個時代的自責、反思。」「寫這個故事所有的細節不用去想象、不用去創造，全是真實的，我寫這座樓，就回憶這裡的地形地貌，哪裡是排練廳，哪裡是練功房，腦子裡馬上還原當時的生態環境。」

## 內容簡介
1970年代，一群有外貎娟好、能歌善舞的少年男女從五湖四海挑選出來，進入成都某部隊文工團，在紅樓營房接受訓練，使命是為軍隊作文藝宣傳。郝淑雯、林丁丁、蕭穗子、何小曼，這個團隊裏朝夕相處的團友，她們背景不同、性情各異。郝淑雯是空軍首長的女兒，身材高挑豐滿。獨唱演員林丁丁來自上海，細皮嫩肉、嬌嗲稚氣，手腳有輕微不協調；她的夢想是成為一個首長的兒媳。蕭穗子來自北京，父親原是詩人和電影編劇，被打成反動文人並到水庫勞改七八年；她曾因談紙上戀愛被記過。
瘦小的何小曼是1973年加入文工團的新兵，她父親是個當編輯的文人，被打成壞分子。四歲時，窮途末路的父親自殺身亡，母親改嫁一老幹部。成為「拖油瓶」的小曼，因在後父家中受盡歧視欺凌，決定離家參加文工團。但在民工團中同樣受到歧視和欺凌，男兵因她有體臭而不肯排舞時托舉她，只有劉峰願意幫她排練。
來自某野戰軍工兵營的劉峰，在文工團裏是一個外表不起眼的男兵，相貌平平、身高只有一米六九。他為人熱情善良、真摯誠懇，無怨無悔地承包了團裏所有的髒活累活，任勞任怨的為大家解決困難。他得到了各人表彰，被推舉為「模範標兵」，獲三等軍功。
劉峰一直暗戀林丁丁，經過幾年的等待，在他認為恰當的時機向丁丁表白，並情不自禁的觸摸到她的脊樑，沒料到丁丁驚恐拒絕並大喊救命。這「觸摸」事件使劉峰遭到幾乎所有團員的公開批判，1977年，他被逐出了紅樓、下放伐木連當兵。他離開文工團時只有何小曼為他送別。劉峰離開後，小曼對文工團徹底寒了心，以偽裝高燒拒絕演出，結果被下放至野戰醫院。
1979年發生中越邊境衝突，劉峰回到了他的原來的野戰部隊工兵營當兵，戰爭使劉峰失去了靈巧的右臂，他只能靠着冰冷的義肢過着貧困潦倒的日子。他先靠著二百八十元殘廢金給山東老家的梆子劇團看大門；之後他曾到海南島，開書店以賣盜版書謀生，生意失敗收場。1998年劉峰移居北京，在侄子公司當雜務。生活艱難的劉峰更患上腸癌，健康的時候對朋友任勞任怨的他，生癌後躲起來不想麻煩朋友。
被下放當戰地護士的小曼，因在前線救人而突然成了受人崇拜的英雄，戴著大紅花到處做報告，她難以面對精神上的巨大反差，得了突發精神分裂，在精神病院住了三年，期間劉峰來過兩次探病，還帶了照相機跟她合照。小曼病情痊癒後，寫信聯繫上轉業回鄉的劉峰。之後兩人一直保持聯繫，劉峰到雲南祭奠隊友時小曼陪伴他，劉峰到海南謀生時小曼去看他，劉峰移居北京時小曼亦轉到北京工作。在劉峰癌病折磨的最後三年，小曼一直以好朋友的身分在他身邊陪他度過。

## 小說人物
| 人物     | 簡介 |
| 蕭穗子   | 故事的敍述者。來自北京，父親曾是反動文人，勞動改造了七八年。從勞動改造的水庫被借調到北京電影廠。歷時半年的紙上談愛暴露之後，企圖自殺，被劉峰所救。最後成為副連級創作員。                                                                             |
| 劉峰     | 來自某野戰軍工兵營的男兵，相貌平平、身高只有1.69米。他為人熱情善良，無怨無悔地承包了團裏所有的髒活累活，獲得各人表彰，被推舉為「模範標兵」。1977年，因「觸摸」事件被下放前線，在戰場上失去右臂。1980年代曾到海南島謀生，1998年移居北京。2015年病逝。 |
| 何小曼   | 被打成壞分的文人父親自殺後，母親改嫁一老幹部。因在後父家中受盡歧視，1973年決定離家，參加文工團。但在文工團中同樣受到欺凌。劉峰離開後，她以偽裝高燒拒絕演出，被下放至野戰醫院。                                                                       |
| 郝淑雯   | 空軍首長的女兒，身材高挑豐滿。曾勾引少俊以出賣蕭穗子。結婚後到深圳做買賣致富，因丈夫有外遇而離婚。 |
| 林丁丁   | 來自上海的獨唱演員，嬌嗲稚氣，手腳有輕微不協調，夢想成為首長的兒媳。1982年和副司令之子王江河結婚，丁丁因學歷低被夫家的家人歧視，離婚收場。之後跟第二任丈夫移民澳洲經營快餐店，三年後離婚，之後在外地當保姆。                                         |
| 楊老師   | 文工團的舞蹈教員。 |
| 王老師   | 五十多歲，德高望重的聲樂教員，他兒子在「觸摸」事件中聽見林丁丁呼救。 |
| 少俊     | 文工團的英俊男兵，蕭穗子傾慕他，曾寫過上百封情書給他。但他被郝淑雯勾引後出賣蕭穗子，將她的情書交給領導。之後為了出國，和一個奇醜的女博士結婚，跟到美國當陪讀。                                                                                       |
| 朱克     | 文工團男兵，因何小曼的體臭而不肯和她排舞。 |
| 曾大勝   | 文工團的貝斯手。 |
| 劉眼鏡兒 | 文工團的首席中提琴手。 |
| 馬超群   | 文工團炊事班班長，三十歲，因未婚妻要一對沙發，劉峰連夜為他打造。 |
| 惠雅玲   | 重慶女子，在海南島當妓女，曾從良和劉峰在海南同居兩三年。劉峰破產後，她重操故業。 |
| 劉倩     | 劉峰的女兒，在山東一所師範學院畢業，當初中語文老師。 |
| 小徐     | 犧牲時正好15歲的小兵，冒充18歲以參軍，本是體育兵，被調到前線工兵營，被繳獲來的微型手雷炸死。 |
| 王江河   | 某兵種副司令之第三子，林丁丁的首任丈夫。出國讀博之前，因頂不住家人的壓力而跟林丁丁離婚。 |